# Tompall Glaser
Thomas Paul "Tompall" Glaser, född 3 september 1933 i Spalding, Nebraska, död 13 augusti 2013 i Nashville, Tennessee, var en amerikansk countrymusiker, huvudsakligen i den genre som kallas outlaw country.
Tompall Glaser började på 1950-talet spela folkmusik tillsammans med sina bröder Chuck och Jim Glaser i trion Tompall & The Glaser Brothers. Gruppen splittrades 1973 och Tompall Glaser fortsatte därefter som solomusiker. Han hade bland annat en hit 1975 med sången "Put Another Log on the Fire".

## Diskografi (urval)
Album (Tompall Glaser & the Glaser Brothers)
- 1960 – This Land-Folk Songs
- 1961 – Just Looking for a Home
- 1966 – The Ballad of Namu the Killer Whale
- 1967 – Tompall & the Glaser Brothers
- 1967 – Country Folks
- 1968 – Through the Eyes of Love
- 1970 – Tick...Tick...Tick
- 1972 – Rings and Things
- 1972 – Tompall (Of Tompall and the Glaser Brothers)

Soloalbum
- 1973 – Charlie
- 1974 – Take the Singer with the Song
- 1974 – Tompall
- 1975 – Tompall (Sings the Songs of Shel Silverstein)
- 1976 – Great Tompall and His Outlaw Band
- 1977 – Wanted! The Outlaws (med Waylon Jennings, Willie Nelson och Jessi Colter)
- 1977 – Wonder of It All
- 1986 – Nights on the Borderline

Samlingsalbum
- 1992 – The Rogue
- 1992 – The Outlaw
- 2001 – The Best of Tompall Glaser & the Glaser Brothers
- 2006 – My Notorious Youth: Hillbilly Central #1
- 2006 – Another Log on the Fire: Hillbilly Central #2
- 2006 – Lovin Her Was Easier/After All These Years
- 2012 – The Award Winners/Rings and Things

Singlar (topp 100 på Billboard Hot Country Songs)
- 1973 – "Bad, Bad, Bad Cowboy" (#77)
- 1974 – "Texas Law Sez" (#96)
- 1974 – "Musical Chairs" (#63)
- 1975 – "Put Another Log on the Fire (Male Chauvinist National Anthem)" (#21)
- 1976 – "T for Texas" (#36)
- 1977 – "It'll Be Her" (#45)
- 1977 – "It Never Crossed My Mind" (#91)
- 1978 – "Drinking Them Beers" (#79)